# Klaus Arndt (Autor)
Klaus Arndt  ist ein deutscher Autor und Verleger, der sich den Themen Bodybuilding und der dazugehörigen Ernährung widmet. Seit 1988 schreibt er Bücher zu diesen Themen und ist gleichzeitig Inhaber des Verlages Novagenics, über den seine Bücher angeboten werden. Der Verlag besteht ebenfalls seit 1988. Arndt lebt in Neheim-Hüsten.

## Veröffentlichungen (Auswahl)
- Bankdrücken: Training & Techniken der weltbesten Bankdrücker (mit Judd Biasiotto, 1994) – ISBN 3929002086
- Leistungssteigerung durch Aminosäuren (1996) – ISBN 3929002043 (7. Auflage)
- Die Anabole Diät: Ketogene Ernährung für Bodybuilder (mit Stephan Korte, 1997) – ISBN 3929002191 (6. Auflage)
- Das Trainingslog: Trainingstagebuch für Bodybuilder (1998) – ISBN 392900223X
- Synergistisches Muskeltraining: Die besten Bodybuilding – Übungen & synergistische Trainingsprogramme (2000) – ISBN 3929002310 (4. Auflage)
- Low Carb Rezepte für die Anabole Diät: Superschlank & kerngesund durch ketogene Ernährung mit den richtigen Fettsäuren (2003) – ISBN 3929002345 (3. Auflage)
- Handbuch Proteine und Aminosäuren (mit Torsten Albers, 2004) – ISBN 3929002388 (3. Auflage)
- Erfolgsorientiertes Hanteltraining (2013) – ISBN 3929002515
- Die optimierte Keto-Diät (2018) – ISBN  978-3-929002-61-4

| Personendaten    | Personendaten                |
| ---------------- | ---------------------------- |
| NAME             | Arndt, Klaus                 |
| KURZBESCHREIBUNG | deutscher Autor und Verleger |
| GEBURTSDATUM     | 20. Jahrhundert              |